# Nyctophilinae
Nyctophilinae är en systematisk grupp i familjen läderlappar som i sin tur tillhör ordningen fladdermöss. Djurgruppen klassificeras antingen som underfamilj eller som släktgrupp (tribus Nyctophilini). Nyctophilinae utgörs av två släkten, Nyctophilus och Pharotis, med tillsammans 12 arter varav en eller två är utdöda. Dessa fladdermöss förekommer i Australien, Nya Guinea och Nya Kaledonien.

## Kännetecken
I motsats till andra läderlappar har de ett litet näsblad som sitter på den tillplattade nosen. Öronen är långa och sammanvuxen vid basen. Pälsens färg varierar från orange över ljusbrun till grå. Med en kroppslängd mellan 38 och 75 millimeter (utan svans) och en vikt av 4 till 20 gram är Nyctophilinae små till medelstora läderlappar.

## Levnadssätt
Arterna förekommer i olika habitat, bland annat i skogar, buskmarker och öknar. De sover i grottor, bergssprickor och trädens håligheter, ibland även i byggnader. Individerna vilar ensam, i par eller i mindre grupper. Liksom andra fladdermöss är de främst aktiva på natten. Deras flyg beskrivs som långsamt fladdrande. Födan utgörs främst av insekter. Nyctophilinae fångar sina byten under flyget eller plockar de från bladen. I kallare regioner håller de vinterdvala.
Det är nästan inget känt om deras fortplantningssätt. Hos arter som håller vinterdvala sker parningen under hösten. Den egentliga dräktigheten börjar först under våren. Vanligen föds två ungar per kull.

## Systematik
I en del systematiska avhandlingar räknas Nyctophilinae som underfamilj och i andra som tribus i underfamiljen Vespertilioninae. Som deras närmaste släktingar antas underfamiljen Antrozoinae.
Wilson & Reeder (2005) skiljer mellan följande släkten och arter:
- Pharotis
  - P. imogene lever eller levde i sydöstra Nya Guinea. Arten iakttogs senast 1890 och därför antas att den är utdöd. IUCN listar arten än så länge som akut hotad.
- Nyctophilus
  - N. arnhemensis finns i norra Western Australia och Northern Territory.
  - N. bifax förekommer i Nya Guinea och norra Australien.
  - N. geoffroyi lever i hela Australien.
  - N. gouldii har sitt utbredningsområde i södra Australien.
  - N. heran är endemisk på ön Lembata som tillhör Små Sundaöarna.
  - N. howensis förekom tidigare på Lord Howeön. Den dog troligen ut omkring år 1500.
  - N. microdon lever i östra Nya Guinea.
  - N. microtis finns likaså i Nya Guinea.
  - N. nebulosus upptäcktes först under 1990-talet. Arten lever i Nya Kaledonien.
  - N. timoriensis förekommer i hela Australien, Nya Guinea och troligen även på Timor.
  - N. walkeri lever i norra Western Australia och Northern Territory.